# Землетрус у Сичуані (2022)
Землетрус у Сичуані 5 вересня 2022 року це два землетруси, що мали магнітуду 6,6 та 4,6. Вони сталися з періодичністю менше години приблизно за 43 км на південний схід від міста Кандін у провінції Сичуань на південному заході КНР на глибині 10 км. Внаслідок стихійного лиха загинула, щонайменше, 21 людина.

## Опис
За даними Геологічної служби США, землетрус магнітудою 6,6 стався 5 вересня 2022 року приблизно за 43 км на південний схід від міста Кандін у провінції Сичуань на глибині 10 км. Землетрус супроводжувався кількома підземними поштовхами у прилеглих районах. За даними Геологічної служби менший землетрус магнітудою 4,6 стався у східному Тибеті менш ніж за годину після початкового землетрусу.

## Наслідки
Щонайменше 21 особа загинула внаслідок сильного землетрусу, повідомили державні ЗМІ КНР. Сильні поштовхи пошкодили будинки та залишили деякі райони без електрики. За даними державної телекомпанії CCTV, чотирнадцять людей загинули в окрузі Шимянь провінції Сичуань, а семеро загинули у сусідньому окрузі Лудін. Лінії зв'язку в районах, де проживає понад 10 000 осіб, було розірвано. Землетрус також вивів з ладу деякі електростанції в районах Гарцзе та Яань.

## Рятувальна операція
За повідомленням CCTV, в епіцентр землетрусу було відправлено сотні рятувальників. було відправлено сотні рятувальників.